# David French
Pour les articles homonymes, voir French.
David French, de son nom complet David Austin French, né le 24 janvier 1969 à Opelika, est un avocat, auteur, commentateur politique et journaliste américain conservateur. Il est un membre du National Review Institute et auteur pour le National Review de 2015 à 2019. Il est actuellement éditeur senior du magazine The Dispatch (en).

## Biographie
Davis French est né en 1969 à Opelika, en Alabama. Ses parents étaient alors étudiants à l'université d'Auburn, toute proche.
Il devient diplômé de l'université de Lipscomb en 1991, avec une licence en lettres. Il intègre ensuite la faculté de droit de Harvard, où il obtient un diplôme de Juris Doctor avec mention en 1994.
Il est ensuite conseiller juridique principal pour l'American Center for Law and Justice et l'Alliance Defending Freedom. Il va consacrer une grande partie de sa carrière aux questions de droits religieux,.
Il s'engage dans l'armée américaine, et est déployé en Irak en 2007 pendant la guerre d'Irak.
Il devient ensuite journaliste, rédacteur pour National Review,,,. Il est l'auteur de plusieurs livres,.
En janvier 2016, French se dit tout d'abord partisan de Donald Trump comme candidat républicain. Puis il change d'avis et déclare qu'il ne votera pas pour Trump. Le commentateur politique Bill Kristol, un partisan du mouvement Stop Trump, le désigne un moment comme son choix pour se présenter à la présidence des États-Unis en tant que candidat conservateur indépendant et pour battre le candidat républicain présumé Trump. Mais David French renonce finalement à se présenter.
En octobre 2019, il quitte le National Review pour travailler au Dispatch, un site d'information conservateur.

## Publication
- (en) A Season for Justice: Defending the Rights of the Christian Church, Home, and School, Broadman & Holman, 2002, 215 p. (ISBN 0-8054-2491-1, lire en ligne).